# 伊予軍代
伊予軍代（いよぐんだい）は、長宗我部氏の家臣のうち、伊予国方面を担当した指揮官のこと。

## 任命された人物
- 久武親信 - 初代伊予軍代。自分が死んでも弟には伊予軍代を任命してくれるなと遺言。在任中に合戦で討ち死。
- 久武親直 - 親信の弟で兄の跡を継ぐ。長宗我部元親が上記の兄の遺言を守らず伊予軍代に任命。のちに長宗我部家内のライバルたちを次々に粛清し、長宗我部家滅亡の元凶となる。